# Hubertus Lambriex
Hubertus Lambriex –conocido como Huub Lambriex– (Bussum, 27 de febrero de 1960) es un deportista neerlandés que compitió en vela en la clase Tornado. Ganó dos medallas en el Campeonato Mundial de Tornado, plata en 1983 y bronce en 1984.

## Palmarés internacional
| \| Campeonato Mundial \| Campeonato Mundial \| Campeonato Mundial \| Campeonato Mundial \| \| Año \| Lugar \| Medalla \| Clase \| \| ------------------ \| -------------------------- \| ------------------ \| ------------------ \| \| 1983 \| Isla Hayling (Reino Unido) \| Medalla de plata \| Tornado \| \| 1984 \| Melbourne (Australia) \| Medalla de bronce \| Tornado \| |                            |                   |         |
| Campeonato Mundial |                            |                   |         |
| Año | Lugar                      | Medalla           | Clase   |
| 1983 | Isla Hayling (Reino Unido) | Medalla de plata  | Tornado |
| 1984 | Melbourne (Australia)      | Medalla de bronce | Tornado |